# Зозе Євген
Зозе Євген (1917) — український поет. Справжнє прізвище — Шведченко.

## З біографії
Народ. 1917 р. на Полтавщині, здобув технічну освіту. У роки Другої світової війни був вивезений на примусову працю до Німеччини. У 1948 р. емігрував до Франції, у 1951 р. — до Австралії. Мешкав у Аделаїді, друкувався у часописах Австралії, Франції та Німеччини.

## Твори
- Зозе Є. Вірші // Рідні голоси з далекого континенту: Твори сучасних українських письменників Австралії / Упоряд. та передм. А. Г. Михайленка. — К.: Веселка, 1993. — С. 218–219.
- Зозе Є. Вірші // З-під евкаліптів. Поезії. — Мельбурн: Просвіта, 1976. — С. 44-53.
- Зозе Є. Ліквідація. — Аделаїда: Накладом автора, 1997. — 165 с.
- Зозе Є. Ліквідація. Уривок зі спогадів // Новий обрій. Альманах. — Мельбурн, 1999. — Ч. 11. — С.262-265.